# Gallotia stehlini
El lagarto de Gran Canaria (Gallotia stehlini) es un lacértido endémico de la isla de Gran Canaria. Es el mayor de los lagartos de Canarias, alcanzando hasta los 80 cm de longitud, por lo que también se lo conoce como lagarto gigante de Gran Canaria.
Hasta los años setenta los lagartos de la isla de Gran Canaria eran considerados una subespecie de Gallotia simonyi por su parecido morfológico. Posteriormente, varios trabajos revelaron que existían suficientes diferencias esqueléticas y ectomorfológicas para ser consideradas especies bien diferenciadas, teoría que fue finalmente aceptada gracias a las técnicas de secuenciación del ADN.

## Distribución
Habita la práctica totalidad de la isla de Gran Canaria, de donde es endémico. Antes de la llegada del hombre al archipiélago también existió una población en Tenerife, conocida por la presencia de restos óseos en los alrededores de Benijo. Además, está presente en la isla de La Palma y en dos zonas del litoral oriental de Fuerteventura, pudiendo encontrarse en Puerto del Rosario y el Barranco de la Torre, pero estas poblaciones, demográficamente viables, han tenido su origen en introducciones ocurridas a lo largo del último siglo.

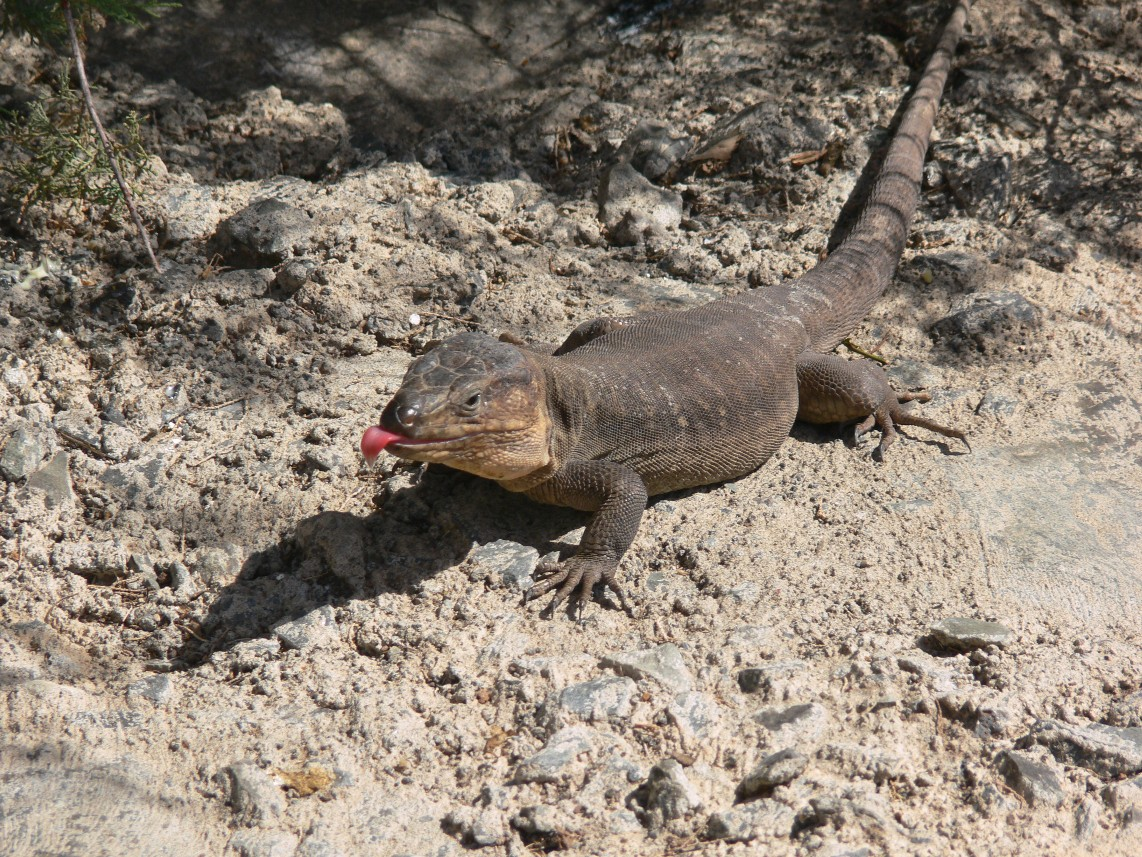
Lagarto gigante de Gran Canaria

## Descripción

### Coloración
Es un reptil de cuerpo robusto, de coloración pardo grisácea a rojiza oscura que a lo largo del dorso presenta bandas transversales claras de borde oscuro. La parte superior de la cabeza y la parte anterior del cuerpo son más oscuras, a veces negruzcas.
En los machos adultos, especialmente los más viejos, el dorso es negruzco, en los costados aparecen ocelos claros redondeados y la garganta se vuelve anaranjada. El vientre es blancuzco.
Los juveniles son de color pardo oliváceo, con dos bandas oscuras longitudinales en el dorso, dos bandas claras a cada lado del cuerpo y numerosos ocelos claros en los costados.

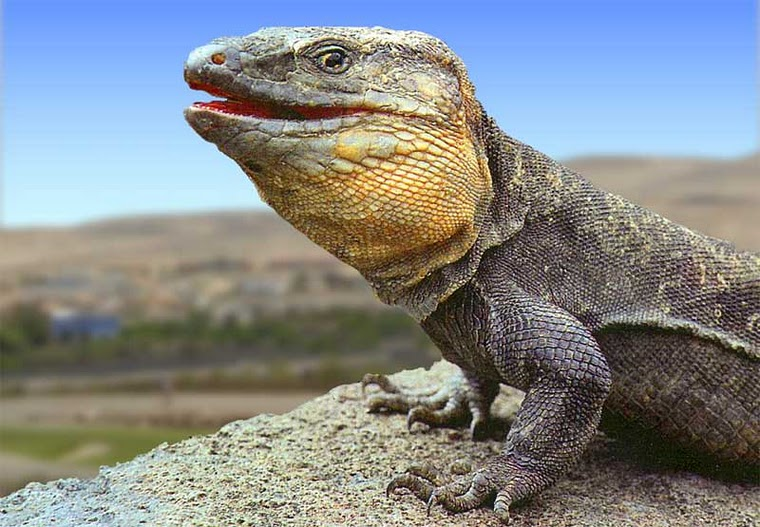

### Tamaño
Los ejemplares más grandes pueden medir hasta 80 cm, lo que los convierte en la especie actual más grande de su género. Los machos alcanzan mayor tamaño y tienen la cabeza de mayor talla relativa que las hembras. Una comparativa entre la longitud alcanzada por los ejemplares actuales y la que presentan los huesos recogidos demuestra que desde la llegada de los primeros pobladores a la isla existe una tendencia a la reducción del tamaño en los ejemplares de esta especie.

## Ecología

### Hábitat
Se extiende por toda la isla de Gran Canaria, abarcando la práctica totalidad de los hábitats disponibles, incluyendo el cardonal-tabaibal asociado a las zonas de poca altitud, el bosque termófilo, las zonas de cumbre (es fácil encontrarlo por encima de los 1.85 m) y malpaises. También se adapta a zonas alteradas por el hombre, viviendo en zonas agrícolas y muros. Es poco abundante en los pinares de Pinus canariensis, donde se encuentra recluido a los claros, y parece no estar presente en las zonas sin vegetación de las dunas de Maspalomas.

### Dieta
Es un animal omnívoro, aunque su alimentación tiene una base vegetal de hojas y semillas. La proporción de plantas en su dieta aumenta con su talla, mientras que sus presas animales, en su mayoría artrópodos, son poco comunes. Presenta tendencia hacia el canibalismo. Algunos componentes de su dieta son:
- Flores de Hedypnois cretica, Urospermum picrioides, Launaea arborescens, Salvia canariensis y Plocama pendula.
- Frutos de Phoenix dactylifera, Plocama pendula, Euphorbia obtusifolia, Telinus rosmarinifolia y Rubia fruticosa.
- Hojas y tallos de Notoceras bicorne, Anagallis arvensis, Tribulus terrestris, Patellifolia patellaris y Ricinus communis
- Vertebrados: perenquén de boettger (Tarentola boettgeri), ratones (Mus sp.), otros lacértidos (Gallotia atlantica) y paseriformes.[2]

### Depredadores
Este lagarto es depredado por el búho chico (Asio otus), el cuervo (Corvus corax), el cernícalo vulgar (Falco tinnunculus), el ratonero (Buteo buteo) y el alcaudón (Lanius meridionalis), además de las especies introducidas, como el gato doméstico y el erizo moruno (Atelerix algirus).
Si se ve amenazado, su primera estrategia es la huida. Es más veloz que otras especies del género, por lo que sus poblaciones no se han visto tan mermadas por las especies invasoras como las del resto de lagartos de las islas Canarias. Además, los adultos pueden hacer frente a una amenaza con la boca abierta y emitiendo sonidos de aviso.
Recientemente ha sido introducida en la isla de Gran Canaria, concretamente en la montaña de Amagro en Gáldar y en Telde, la serpiente rey de California (Lampropeltis getula californiae) que se está alimentando de Gallotia stehlini principalmente. Existe un proyecto que está llevando a cabo la erradicación de este depredador.

### Reproducción
Inician su madurez sexual a los cuatro o cinco años y pueden llegar a vivir hasta once años. Durante la cópula, el macho muerde a la hembra en el cuello. La hembra pone una única puesta al año de 5-14 huevos.

## Interacción con los aborígenes canarios
Al igual que los lagartos gigantes de otras islas, los de Gran Canaria fueron consumidos por los habitantes prehispánicos del archipiélago, aunque esta especie no se extinguió por este motivo, como si ocurrió con Gallotia goliath en la isla de Tenerife.

## Conservación
Está clasificado a nivel mundial como especie bajo preocupación menor por la UICN. Han resistido mejor que los lagartos gigantes del Hierro y de la Gomera la llegada del hombre a la isla. Pese a que su población no está amenazada, la constante depredación por parte de depredadores introducidos, como ratas y gatos, hace que sea difícil encontrar ejemplares de gran tamaño.